# Boult-sur-Suippe
Boult-sur-Suippe è un comune francese di 1 787 abitanti situato nel dipartimento della Marna nella regione del Grand Est.

## Storia

### Simboli
Lo stemma comunale è stato adottato il 2 luglio 1997.

## Società

### Evoluzione demografica
Abitanti censiti